# Sydbottenbanan
| Unknown BSicon "ABZg+l" |

| Station on track |

| Unknown BSicon "ABZglr" | Unknown BSicon "STR+r" |

|  | Unknown BSicon "PSL" |

|  | Small non-passenger station on track |

|  | Unknown BSicon "PSL" |

|  | Non-passenger station/depot on track |

|  | Unknown BSicon "PSL" |

|  | Small non-passenger station on track |

|  | Unknown BSicon "eHST" |

| Unknown BSicon "STR+l" | Unknown BSicon "xABZgr" |

| Small non-passenger station on track | Unknown BSicon "exSTR" |

| Non-passenger end station | Unknown BSicon "exSTR" |

|  | Unknown BSicon "exHST" |

|  | Unknown BSicon "exHST" |

|  | Unknown BSicon "exHST" |

|  | Unknown BSicon "exHST" |

|  | Unused track end end |

| Unknown BSicon "ABZg+l" |

| Station on track |

| Unknown BSicon "ABZglr" | Unknown BSicon "STR+r" |

|  | Unknown BSicon "PSL" |

|  | Small non-passenger station on track |

|  | Unknown BSicon "PSL" |

|  | Non-passenger station/depot on track |

|  | Unknown BSicon "PSL" |

|  | Small non-passenger station on track |

|  | Unknown BSicon "eHST" |

| Unknown BSicon "STR+l" | Unknown BSicon "xABZgr" |

| Small non-passenger station on track | Unknown BSicon "exSTR" |

| Non-passenger end station | Unknown BSicon "exSTR" |

|  | Unknown BSicon "exHST" |

|  | Unknown BSicon "exHST" |

|  | Unknown BSicon "exHST" |

|  | Unknown BSicon "exHST" |

|  | Unused track end end |

Sydbottenbanan (finska: Suupohjanrata) är en järnväg i Finland som går från Seinäjoki till Kaskö. Banan förgrenade sig ursprungligen vid Perälä i Östermark även till Kristinestad (Kristinestadsbanan), men denna bandels användning upphörde 1982 och revs därefter upp. Högsta tillåtna hastighet är 30 till 80 km/h. Banan är inte elektrifierad och har träslipers.

## Stationer

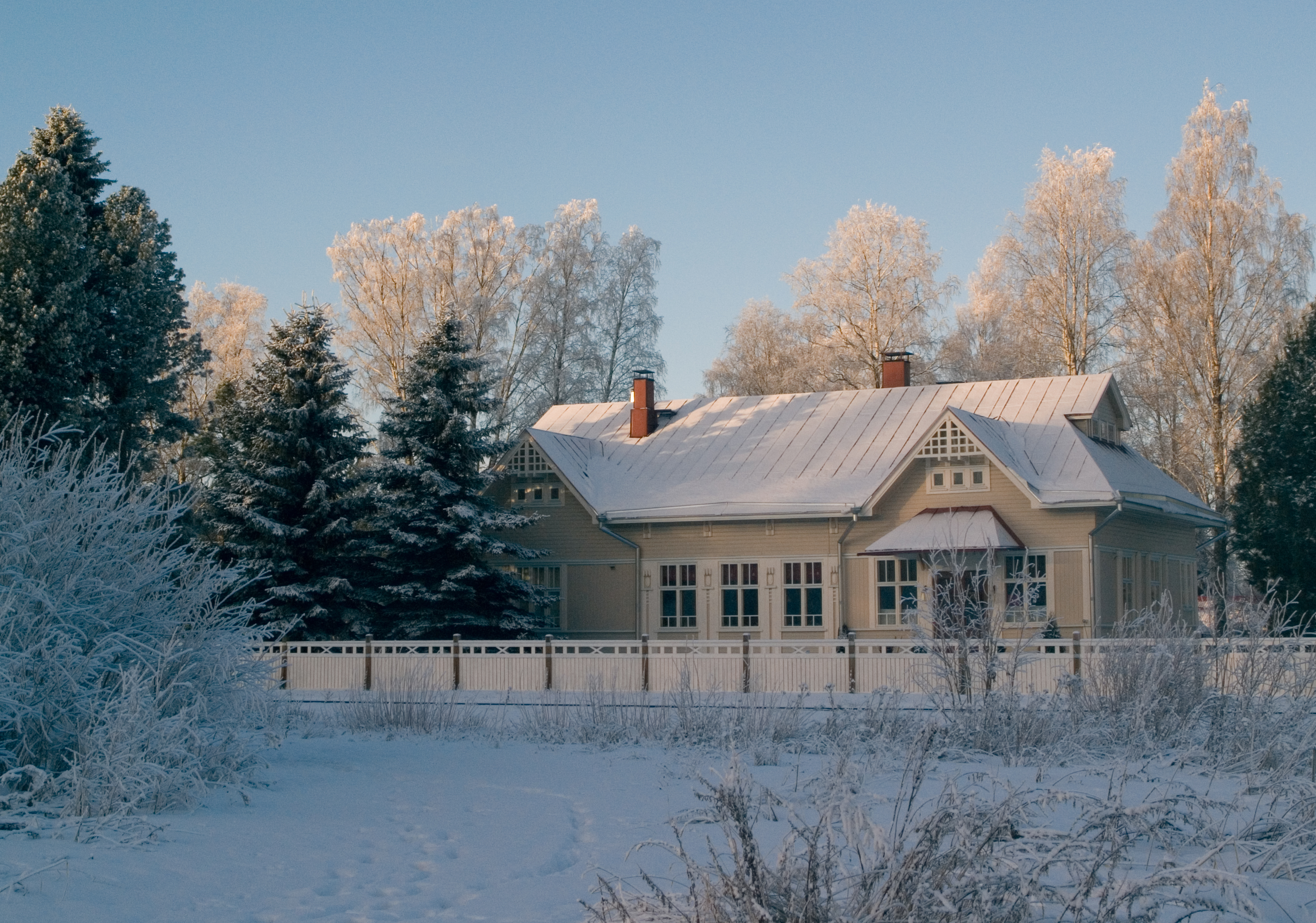
Ilmajoki
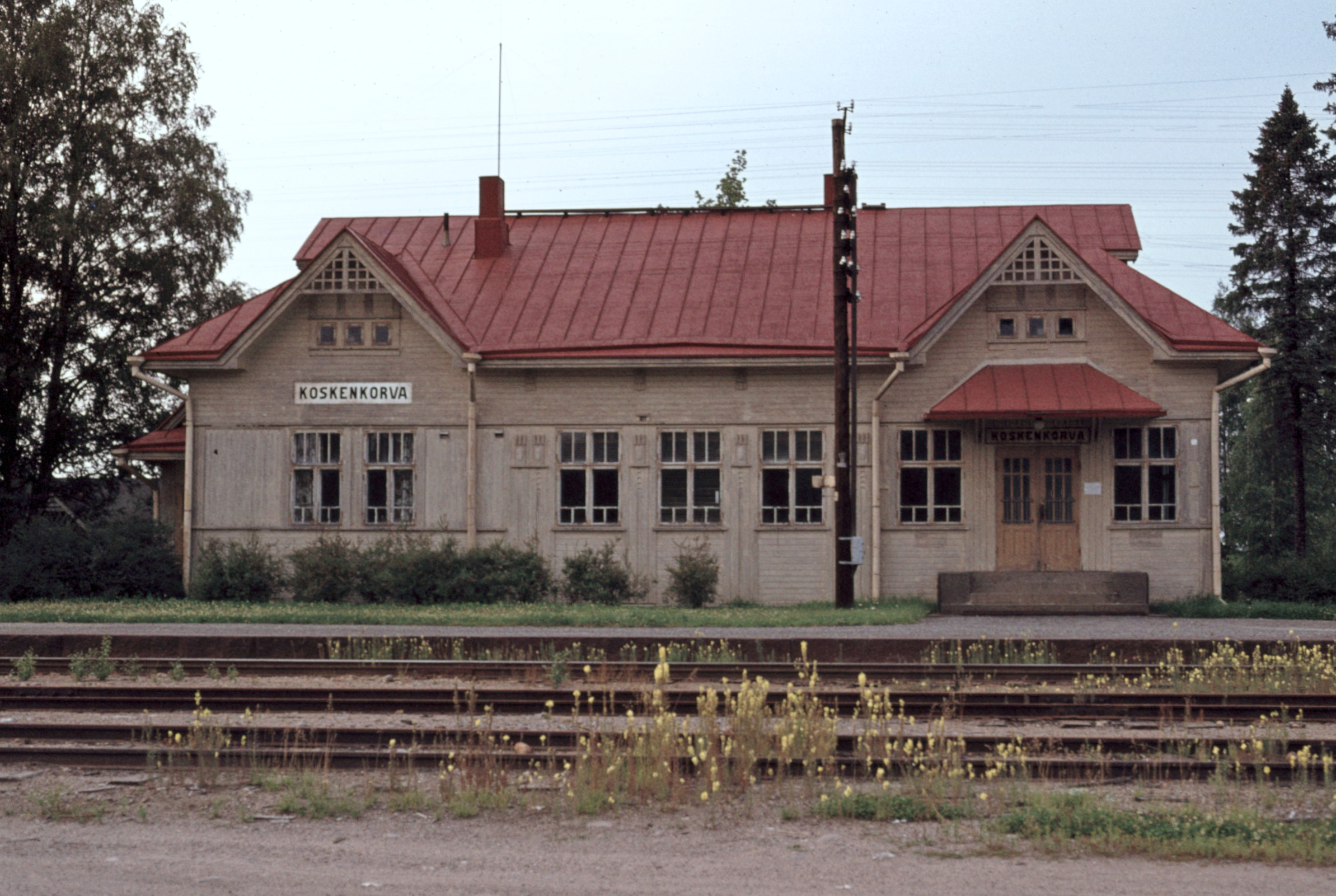
Koskenkorva
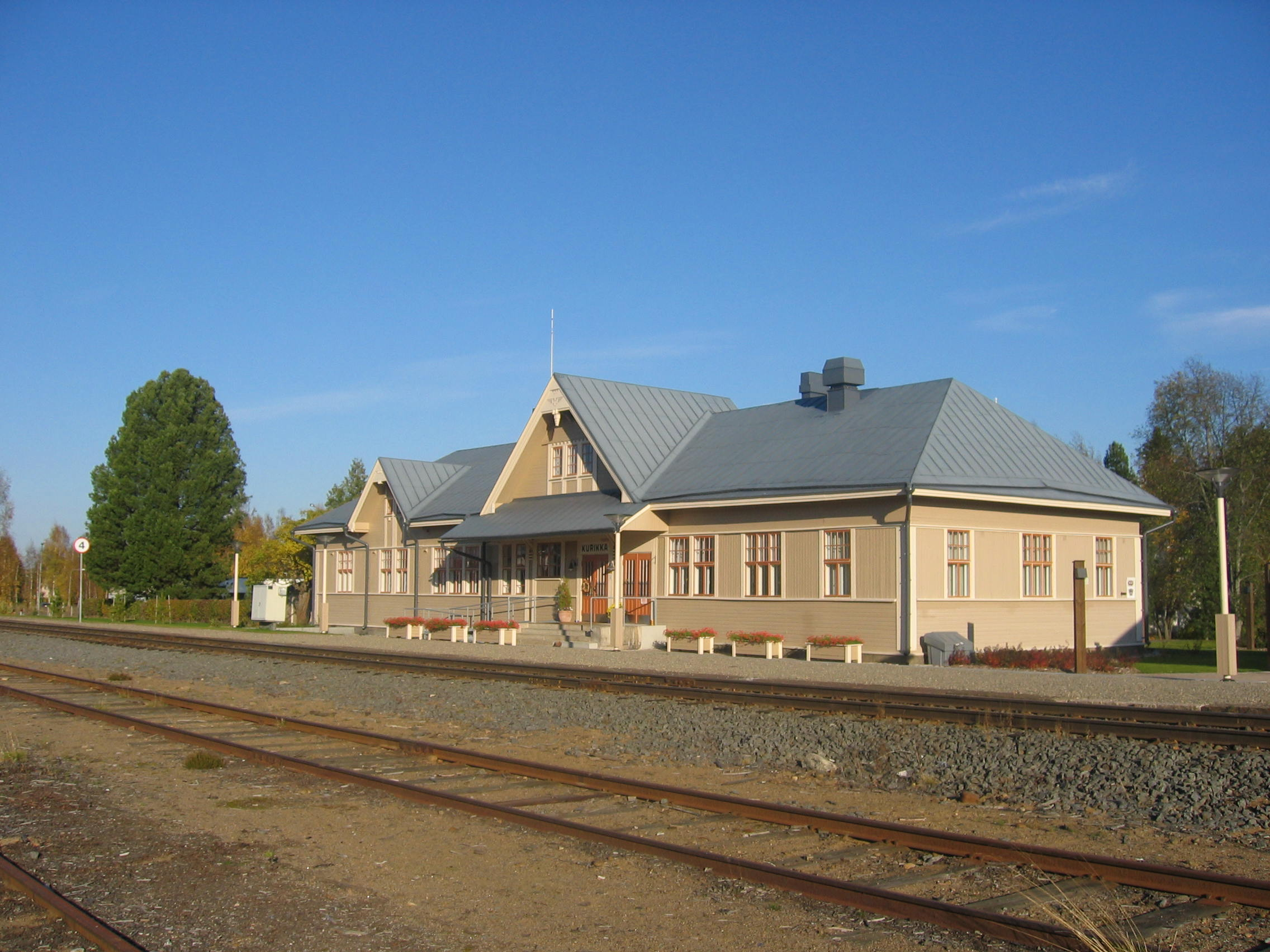
Kurikka
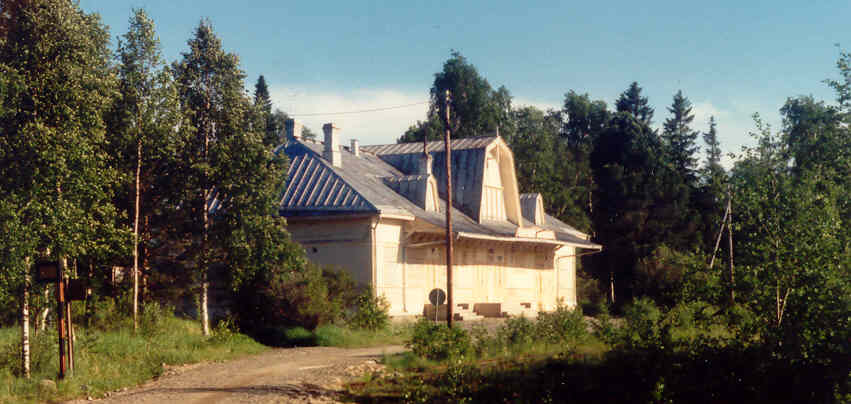
Kristinestad